# Mijenjam ženu
Mijenjam ženu (njem. Frauentausch) je televizijski reality show koji se prikazivao na RTL-u. Show je premijerno prikazan 14. srpnja 2003 u Njemačkoj, a u Hrvatskoj se počeo snimati i emitirati 2006. godine. Nakon par godina emitiranja, show je prekinut te je ponovno pokrenut 2016. godine. Tada je zadnji put bio prikazan na TV-u.
Koncept uključuje privremenu zamjenu jednog člana obitelji (ženu) između dvije obitelji. Dvije žene iz potpuno različitih svjetova mijenjaju obitelji i upuštaju se u avanturu života u kojoj se i najobičniji kućanski poslovi čine neobičnima. Briga za novu djecu i muža te obavljanje novih obiteljskih obaveza sada su potpuno novo iskustvo.
Tijekom prikazivanja sudjelovalo je preko 150 obitelji, majki, djevojaka i baka koje su zamijenili uloge.
Gledanost pojedinih epizoda je prelazila milijun gledatelja, a prikazano je i nekoliko posezbnih izdanja ovog formata s Nives Celzijus, Aleksandrom Grdić, Rinom Dehni i Renatom Sopek koju je pratilo nevjerojatnih 1.086.249 gledatelja.

## Vanjske poveznice
- Službena stranica  Arhivirana inačica izvorne stranice od 23. kolovoza 2017. (Wayback Machine)